# Superbook
Superbook ou Superlivro, também conhecida como Animated Parent and Child Theatre (アニメ 親子 劇場, Anime Oyako Gekijō), é uma série anime produzida pela Tatsunoko no Japão, em conjunto com a Christian Broadcasting Network, nos Estados Unidos.
A série narra os acontecimentos do Antigo e Novo Testamento da Bíblia em sua temporada de 52 episódios. Os primeiros 26 episódios foram exibidos a partir de 01 de outubro de 1981 a 29 de março de 1982. A série retornou como Superbook II (パソコン トラベル 探偵 団, Pasokon Toraberu Tanteidan, com 26 episódios ao ar a partir de 04 de abril de 1983 a 26 de setembro de 1983. Entre ambas as séries na primeira foi a série The Flying House. A Christian Broadcasting Network está produzindo uma série Superbook nova, feita totalmente em CGI e já lançou o primeiro episódio.
A série original foi ao ar na TV Tokyo, CBN Cable (agora ABC Family) e por redifusão. Foi vista anteriormente na Trinity Broadcasting Network, mas atualmente está fora da grade de programação. Agora pode ser vista na rede cristã Smile of a Child em formato digital. Também está em exibição atualmente na NRB Network (National Religious Broadcasters) e no Gospel Channel do Reino Unido. A versão espanhola pode ser vista em diferentes estações em língua espanhola como a chilena TV Station, UCV Televisión. Também foi transmitido nas Filipinas pela DZBB-TV e Zoe TV-11 (Agora Q).
O conceito de um menino, uma menina e um robô que viajam juntos através do tempo foi explorado anteriormente na série da Tatsunoko, Time Bokan. No entanto, não existem vilões nesta série, ou na referida série, The Flying House.
No Brasil, o anime dos anos 80 já foi exibido pela Rede Record, Rede Vida eRede Gênesis. A série nova, feita em 3D, foi adquirida pelo SBT, e foi exibido dentro do Sábado Animado.

## Enredo
Na primeira série a história começa quando Christopher Peeper (Sho Azuka em japonês) descobre uma bíblia mágica chamada de "Superlivro" (também chamado de "Grande Livro" em alguns episódios) enquanto estava encarregado de organizar os livros de seu pai juntamente de sua amiga Joy (Azusa Yamato). O Superlivro fala com ele e o manda juntamente de Joy e Gizmo (Zenmaijikake) de volta no tempo até os primeiros eventos do Antigo Testamento.
Os episódios da primeira temporada mostram o decorrer do avanço dos principais fatos da bíblia a cada época, desde o banimento de Adão e Eva do jardim do Éden até o nascimento de Jesus Cristo. O último episódio mostra a conversão de Paulo em apóstolo.

## Dubladores do Brasil
ESTÚDIO:
BKS
MÍDIA:
Televisão/ VHS/ DVD

Elenco Principal
Masako Sugaya (Christopher 'Chris' Peeper): Isaura Gomes
Katsue Miwa (Joy): Ivete Jayme
Hiroshi Masuoka (Gizmo): Zezinho Cutolo
Kouji Totani (Superlivro): Dráusio de Oliveira/ Felipe Di Nardo (ep. 10 - narração no começo)/ Osmiro Campos (ep. 10 - resto do episódio e eps. 11-12)/ Luiz Carlos de Moraes (eps. 13-14)
Yuu Asuka (Uriah 'Uri' Peeper): Thelma Lúcia (2ª Temporada)

Elenco Secundário
Ryusuke Shiomi (Deus): Francisco Borges (eps. 01, 02, 04)/ Hélio Vaccari (eps. 07, 19, 20)/ Armando Tiraboschi (eps. 15-18)
Fumio Matsuoka (Professor Fred Peeper): Waldyr de Oliveira/ Francisco Borges (ep. 22)
Kumiko Takizawa (Sra. Peeper): Isaura Gomes (ep. 15)/ Helena Samara (ep. 21)/ Neuza Azevedo (ep. 22)

Participações por Episódio
Yoku Shioya (Adão): Flávio Dias (ep. 01)
Chiyoko Kawashima (Eva): Arlete Montenegro (ep. 01)
Serpente: Isaura Gomes (ep. 01)
Abel: Ézio Ramos (ep. 02)
Minoru Yada (Noé): Borges de Barros (ep. 03)
Kohei Miyauchi (Abraão): Eleu Salvador (ep. 04)
Yoshiko Matsuo (Isaque): Ézio Ramos (ep. 04)
Miriam: Denise Simonetto (ep. 07)
Moisés: Eleu Salvador (ep. 07)
Sansão: Antônio Moreno (ep. 11)
Dalila: Zodja Pereira (ep. 11)
Boaz: Armando Tiraboschi (ep. 12)
Noemi: Rosa Maria Baroli (ep. 12)
Rute: Márcia Gomes (ep. 12)
Jó: Mário Jorge Montini (ep. 15)
Satanás: Eleu Salvador (ep. 15)
Golias: Mário Jorge Montini (ep. 17)
Jonas: Eleu Salvador (ep. 17)
Capitão do barco: Armando Tiraboschi (ep. 17)
Rei de Ninive: Mário Jorge Montini (ep. 17)
Samuel: Francisco Borges (eps. 18-19)
Saul: Carlos Campanile (eps. 18-19)
Pai de Saul: Mário Vilela (ep. 18)
Davi: Ézio Ramos (ep. 19)
Jonatas: Orlando Viggiani (ep. 19)
Betsabá: Neuza Azevedo (ep. 20)
Davi idoso: Borges de Barros (ep. 20)
Nataniel: Mário Jorge Montini (ep. 20)
Salomão: Ézio Ramos (ep. 20)
Elias: Eleu Salvador (ep. 21)
Eliseu: Eleu Salvador (ep. 22)
Lina: Neuza Azevedo (ep. 22)
Naamã: Carlos Campanile (ep. 22)

Locução: Jorge Barcellos (eps. 1, 16 e 17)/ Francisco Borges (eps. 3, 5, 6, 8, 11-14 e 18-26)/ Dráusio de Oliveira (eps. 7 e 15 e 2ª Temporada)/ Felipe Di Nardo (ep. 10)

Outras Vozes:
Aníbal Munhoz, Arlete Montenegro, Borges de Barros, Carlos Campanile, Daoiz Cabezudo, Denise Simonetto, Dráusio de Oliveira, Eleu Salvador, Eudes Carvalho, Ézio Ramos, Flávio Dias, Francisco Borges, Helena Samara, Hélio Vaccari, Isaura Gomes, Ivete Jayme, Jorge Pires, José Parisi Jr., Lucy Guimarães, Márcia Gomes, Mário Jorge Montini, Mário Vilela, Neide Pavani, Neuza Azevedo, Renato Márcio, Renato Master, Thelma Lúcia, Zezinho Cutolo, Zodja Pereira, entre outros.

## Dubladores em SuperBook 1ª Temporada (2013)
- André Sauer (A voz do Christopher Quantum)
- Luciana Milano (A voz da Joy Pepper)
- Lia Antunes (A voz do Gizmo)
- Ramon Campos (A voz do SuperBook)
- Douglas Monteiro (A voz do Professor Quantum)
- Lilian Bites (A voz da Phoebe Quantum)

## Personagens

### Principal

#### Primeira série
O elenco principal da série original inclui:
- Christopher "Chris" Peeper (Sho Asuka) – O principal personagem da primeira série, filho do Professor Fred Peeper. É um garoto preguiçoso que não gosta da escola e muitas vezes desobedece o pai. No entanto nas aventuras do Superlivro ele sempre aprende a lição após se deparar com os desafios dos personagens bíblicos. Ele é muito ingênuo e normalmente faz o papel cômico nos episódios.
- Joy (Azusa Yamato) – A vizinha e melhor amiga de Chris. Ela é mais consciente que Chris e se importa com ele em seus estudos. Ela tem um temperamento doce, mas se irrita algumas vezes quando Chris chateia ela. Ela sempre o acompanha nas aventuras do Superlivro.[2] Muitas vezes olha com ciúmes quanto as mulheres que Chris se apaixona como Eva ou Rebeca, embora nada tenha sido levado a um namoro.
- Gizmo (Zenmaijikake) – É o robô de brinquedo de Chris movido a corda, mas que ganha vida própria nas histórias do Superlivro. Ele sempre acompanha Chris e Joy nas aventuras geralmente tentando salvá-los do perigo, porém quase sempre falha. Por ser movido a corda ele frequentemente para de funcionar quando sua a corda para de girar, fazendo Chris ou Joy serem obrigados a darem corda nele para ele voltar a funcionar.
- Professor Fred Peeper (Professor Asuka) – O pai de Christopher. Um excêntrico e inteligente cientista, que normalmente aparece no começo e fim dos episódios. Ele desconhece as aventuras que Chris e Joy vivem no Superlivro. É desconhecido se ele é viúvo ou divorciado, pois sua esposa nunca foi mencionada no anime.
- Ruffles (Kikyomu) - A cachorrinha de estimação de Chris, uma pequena Yorkshire terrier.[2] Na dublagem antiga da BKS era chamada de "Adônis" e era um cachorro macho.
- Superlivro – Uma Bíblia antiga que pode falar e tem o poder de enviar Chris, Joy e Gizmo de volta à era do Antigo e do Novo Testamento.

#### Série moderna
O elenco principal da série reboot inclui:
- Christopher "Chris" Quantum (dublado por Samuel Vincent) – Um skatista incrível, video gamer e guitarrista principal em uma banda de garagem com seus amigos do Valleyview Middle School, Chris descobre os segredos do Superbook através de um portal misterioso para o passado. Ao contrário da série anterior, nesta versão Chris é um pré-adolescente.
- Joy Pepper (dublada por Shannon Chan-Kent) – A vizinha e colega de classe de Chris Quantum na Valleyview Middle School. Ela é extrovertida e geralmente um pouco mais aventureira do que Chris. Ela adora futebol, é atlética e também excelente em outros esportes. Assim como ele, também é uma pré-adolescente nesta versão.
- Gizmo (dublado por Cathy Weseluck) – Nesta série está bem diferente da versão clássica. É um robô tanto na realidade quanto nas histórias do Superbook. Foi construído pelo Professor Quantum para proteger Chris, embora não demonstre tal competência pra isso. Ele também passou a ter um papel mais cômico e desajeitado.
- Superbook (dublado por Colin Murdock) – O dispositivo que leva Chris, Joy e Gizmo por um portal para os tempos bíblicos onde as crianças encontram histórias do Antigo e do Novo Testamento.
- Professor Crispin Quantum (dublado por Jan Rabson) – O pai de Chris. Ao contrário da série anterior é mais jovem e é um inventor tendo seu próprio laboratório de pesquisas da mais alta tecnologia.
- Phoebe Quantum (dublada por Nicole Oliver) – A mãe de Chris e esposa do Professor Quantum.